# Гетто (мультсериал)
«Гетто» (англ. «The Boondocks») — американский мультсериал, созданный Аароном МакГрудером для канала Adult Swim и основанный на одноименном комиксе МакГрудера. «Гетто» — это социальная сатира на американскую культуру и межрасовые отношения (или расовые стереотипы), вращающаяся вокруг жизни семьи Фрименов — десятилетнего Хьюи, его младшего восьмилетнего брата Райли и их дедушки Роберта. Сериал продюсировался Rebel Base в объединении с Sony Pictures Television, на данный момент выпущено 4 сезона. События в «Гетто» происходят в том же месте и в то же время, что и в комиксе. Семья Фрименов, недавно переехавшая из района Саут-Сайд Чикаго в тихий, спокойный выдуманный пригород Вудкрест в Иллинойсе, пытается привыкнуть к таким резким изменениям в окружающей обстановке, сталкиваясь с различными пригородными культурами и образами жизни.
Премьера мультсериала с рейтингом для взрослых состоялась 6 ноября 2005 года. Первый сезон из 15 серий закончился 19 марта 2006 года. Премьера второго сезона прошла 8 октября 2007 года. Согласно страничке МакГрудера на MySpace, сезон был урезан до 13 серий, хотя создано было 15. Премьера 3 сезона состоялась 2 мая 2010 года. 9 мая 2011 года в интервью с Визерспуном, которое было опубликовано на YouTube, было сказано, что 4 сезон будет состоять из 20 серий. Телеканал AdultSwim подтвердил выход 4 сезона в январе 2014 года. 23 июня 2014 года была показана заключительная 10 серия сезона.

## Главные персонажи телесериала «Гетто»

### Хьюи Фримен
Хьюи Фримен (англ. Huey Freeman) — один из трех главных героев сериала. Является основным рассказчиком большинства эпизодов, голосом разума и моральным компасом для своей семьи, а также представителем современного афроцентризма. Он умён и эрудирован для своих десяти лет и находится под сильным влиянием леворадикальных идей. Он постоянно высмеивается и недооценивается членами своей семьи за то, что его цели и ценности выше принятых у низшего класса, к которому он принадлежит, параллельно Хьюи ещё не опытен и часто допускает резкие высказывания, из-за чего окружающие воспринимают его не серьёзно и с насмешкой. Хьюи открыто презирает афроамериканскую поп-культуру, изображаемую в основных американских СМИ, считая её гламуризированной расточительной несдержанностью, самоубийственным стилем жизни и невежеством.

### Райли Фримен
Райли Фримен (англ. Riley Freeman) — проблемный восьмилетний брат Хьюи, прямая его противоположность. В отличие от своего брата, Райли далёк от политики и увлечен современной афроамериканской поп-культурой. Являясь очаровательным, умным и художественно одаренным, Райли тем не менее лоялен идеалам поп-культуры, несмотря на их саморазрушительные последствия. В большинстве эпизодов рассказывается про злоключения Райли (чаще всего связанные с его любовью к гангста-рэпу и желанием подражать своим кумирам) или про придуманные им различные планы наживы, которые его дед часто поддерживает и оказывает помощь в них. Позже дружится Эдом и Джинном, принимая участие в грабежах. Не любит гомосексуалов и старается как можно меньше «походить» на них, выстреливая грубые и резкие слова. До трёх лет думал, что его зовут «ниггер» и злоупотребляет этим словом.

### Роберт Фримен
Роберт Джебедая «Дед» Фримен (англ. Robert Jebediah "Granddad" Freeman) — дед и опекун Хьюи и Райли. Хоть он и любит своих внуков, Роберт часто срывается на них из-за провалившихся задумок, несчастных случаев и колких замечаний, которыми те наполняют его жизнь. Его возраст находится где-то в пределах между 80 и 120 годами, но «никто точно не знает, насколько он стар». Идеально подходит под описание человека Зигмундом Фрейдом, так как им движут 3 вещи: деньги, власть и секс, которых он никогда не достигает. Жадность оборачивается убытками, Роберта не слушаются даже внуки, а желание найти молодую девушку не раз приводило к печальным последствиям. Не любит белых, однако постоянно лукавит перед ними, притворяясь вежливым и дружелюбным человеком, если в этом видит какую либо выгоду. Когда-то играл ключевую роль в участии гражданского движения за права чёрных и лично знаком с Мартином Лютером Кингом младшим, а также во время Второй мировой войны был лётчиком и участвовал в сверх-важной и секретной миссии, которая предрешила исход войны. Тем не менее окружающие всегда были склонны не замечать достижения Фримена, по этой причине никто о нём не знает и не помнит. Был когда-то в браке, но с его супругой что-то случилось, что сюжет не раскрывает, но очевидно, что Роберт скорбит по своей исчезнувшей жене и категорически выступает против брака.

## Второстепенные персонажи
- Дядя Рукус — уникальный в своём роде человек. Он сумасшедший и ненавидит чернокожих, хотя и сам является им. Рукус утверждает, что он страдает выдуманной им болезнью — «такой же, как у Майкла Джексона, но только наоборот», называя её антивитилиго (re-vitiligo), он очень открыто выражает свою ненависть к чёрным, из-за чего часто попадает в переделки. Он часто приписывает себе ирландские и французские корни, что говорит о его мечте — стать белым. Как правило главные герои несерьёзно относятся к его высказываниям, считая просто сумасшедшим. После генетической экспертизы, было выявлено, что Рукус на 102% африканец, с двухпроцентной погрешностью. Во многих сериях выступает антагонистом. Однажды создал религиозную секту, основанную на превосходстве белых. Позже выясняется, что Рукуса всё детство избивал отец, утверждающий о его полной бесполезности, в то время, как мать, чтобы привить мальчику чувство собственного достоинства, обманывала, что он якобы «белый» подкидыш, страдающий антивитилиго, с тех пор Рукус продолжает ей верить. Во 2 серий 4 сезона баллотировался на пост мэра Вудкреста.
- Томас Ланкастер Дюбуа — чёрный и преуспевающий сосед Фрименов, работает помощником окружного прокурора, является на треть шотландцем (в комиксе-оригинале на 1/4 чёрным, 1/4 французом и 1/2 чероки), живёт с красавицей-женой Сарой (белой) и дочкой — мулаткой Жасмин. Имеет фобию — боится сесть в тюрьму и быть изнасилованным, из-за чего ведет себя сверхаккуратно, вежливо и правильно.
- Жасмин Дюбуа — дочь Тома и Сары Дюбуа, несмотря на полуафриканские корни, почти белая с рыжими волосами (Томас имеет шотландские корни). Лучший друг Хьюи. Она очень наивна и, в то же время, параноидальна. Верит в Санта-Клауса и мечтает о пони. Похоже, что она влюблена в Хьюи, несмотря на его холодное отношение к ней. В комиксе-оригинале она на 5/8 белая, 1/8 чёрная, 1/4 чероки и страдает кризисом идентичности. Она считает себя белой и другие тоже так думают, если не говорит о своих корнях. Однако Хьюи пытается убедить её, что она чёрная, руководствуясь принципом правила одной капли крови, что Жасмин очень раздражает.
- Сара Дюбуа — белая жена-блондинка Томаса. Помешана на красивых, богатых и чёрных мужчинах и на африканской культуре о общем. В молодости состояла в прочёрной организации NAACP. Склонна к супружеской измене, но при этом ни капли не стыдится этого, порой публично унижая Томаса, утверждая, что он не преуспевающий. Несмотря на это любящая мать.
- Эд Ванслер Третий — внук Эда Ванслера, избалованный молодой человек, служивший в Ираке. Психически неуравновешенный и некомпетентный. Дома хранит огромную коллекцию огнестрельного оружия. Периодически совершает вместе с Джином преступления, однако благодаря большому влиянию деда всегда остаётся безнаказанным. Дружит с Райли. Очень плохо запоминает людей в лицо и постоянно путает их.
- Джин Рамми — друг Эда, также служивший в Ираке. Тоже не совсем нормальный, но более рассудительный, чем Эд. Постоянно придумывает различные идеи «идеального ограбления», которые вместе с Эдом пытается реализовывать, будь то ограбление ларька, или похищение Опры Уинфри. Дружит с Райли. С презрением относится к современным технологиям, таким как телефонная гарнитура или айфон. Его имя сходно с названием карточной игры Gin Rummy.
- Сутенёр по имени Прилизанный — местный чёрный сутенёр, имеет стереотипный образ классического сутенёра и появляется в сериале при возникновении проблем у героев сериала с женщинами и иными проблемами сексуального характера, в итоге участвуя в их разрешении. Противник любовных отношений, называя это «сука-зависимостью».
- Гангстерлительный — богатый рэпер. Гомосексуал, однако всячески это отрицал, вплоть до решения сменить ориентацию на гетеросексуальную[5]. Имя происходит от слов: гангстер + восхитительный.
- Бандитолепный, он же Отис Дженкинс — богатый рэпер, проживающий в особняке по соседству с Фрименами. Имя происходит от двух слов: бандит и великолепный. В третьем сезоне он разорился и начал работать почтальоном вместе со своим другом Леонардом, чтобы накопить на реалити-шоу. Позже продолжает общаться с Фрименами.
- Мартин Лютер Кинг младший — некогда борец за права чёрных, однако на него совершили покушение и он пробыл в коме много десятков лет. После пробуждения познакомился с Хьюи, очень медлительный. Разочаровался в современных чёрных, указав, что они опустились ещё ниже, чем были когда-то. После данного заявления он уехал в Канаду, и вызвал волну недовольства среди чёрных.
- Ролло Гудлав — проповедник и левый активист. Крупный телеведущий и шоумен. Несмотря на свою деятельность, он заинтересован прежде всего в самопиаре и найдёт для этого любую возможность, предав свои идеалы.
- Синди Макперсон — девочка-блондинка с лютым характером, похожая на Райли по манере общения. Любит рэп-культуру и хип-хоп. Ее характер объясняется тем, что она живёт в приёмной семье, состоящей полностью из афроамериканцев. Она не хочет быть «белой вороной». В неё влюблен Райли и вообще она единственная девушка, которую он воспринимает всерьёз, но она не отвечает ему взаимностью, что не мешает им быть хорошими друзьями.
- Красавчик Флиззи — появляется в 1 серии 4 сезона. Афроамериканский рэпер, метросексуал. Олицетворяет собой стереотипный образ богатого афроамериканского рэпера. Имеет очень много денег и совершает скандальные поступки, чтобы оставаться популярным. Как заявляют СМИ и он сам, он подрался с Ники Минаж, занимался контрабандой оружия и избивал свою девушку, получив за все эти деяния множество условных сроков. После того, как он ограбил продуктовый магазин, требует помощи Томаса Дюбуа как адвоката, чтобы выкрутиться из ситуации. Как выясняется позже, ограбление было подстроено, чтобы устроить скандал ради поднятия рейтинга рэпера. Также помогал Тому наладить отношения с женой и давал ему советы по привлечению женского внимания.

## Антагонисты
- Эд Ванслер — влиятельный белый богач города. В Вудкресте он владеет целым районом. Он выкупил всю полицию. Имеет хорошие отношения с Робертом и периодически захаживает в гости к Фриманам, думает лишь о своей выгоде, закрывает глаза на проделки внука. Имеет влиятельного покровителя, который помешал ФБР его арестовать. Имеет влияние в других, более бедных странах и использует там рабский детский труд.
- Полковник Стинкминер — слепой ворчливый старик, который был зол на весь мир. Был убит Робертом Фрименом в бою, организованном Райли Фрименом, в том же эпизоде, в котором появился впервые. Даже попав в ад, его поведение осталось таким же отвратительным. Дьявол позволил отправиться ему в мир живых, дабы отомстить семье Фриманов. Также, возможно, о нём и говорил дядюшка Рукус, вспоминая то, как участвовал в суде над одним афроамериканцем, убившем из дробовика 3 человека
- Миссис Ван Хаузен — белая пожилая женщина, и злобная соседка Фрименов, которая создала «Соседский дозор», чтобы следить за порядком в Вудкресте. Считает всех чёрных преступниками.
- Бусидо Браун — телохранитель-каратист, мастер боя наивысшего класса. Сражался с Хьюи Фрименом. При первом появлении в сериале служит личным телохранителем Опры Уинфри. Один из величайших чёрных бойцов. В третьем сезоне погибает в бою с командой полковника Стинкминера.

## Звуковое оформление
Рэпер Бандитолепный был озвучен продюсером сериала Карлом Джонсом.
В озвучивании персонажей мультфильма принимали участие рэперы Snoop Dogg, Busta Rhymes, Mos Def, RZA, Ja Rule, Lil Wayne и другие.
Главную музыкальную тему сериала (композиция во вступлении) исполняет афроамериканский хип-хоп-исполнитель Гэбриел Бенн, более известный под псевдонимом Asheru.

## Критика
Критики[кто?] называли «Гетто» адской смесью «Симпсонов» и «Южного Парка». Около дома Фрименов все время происходят события мирового масштаба — то суд над рэпером R Kelly, то Мартин Лютер Кинг восстаёт из мертвых и превращается в террориста.
Газета «The New York Times» сравнила сериал с «шоковой терапией для бесцветного телевидения» из-за явных шуток на тему расизма и политики.
Это не просто «ниггер-шоу». Я просто хотел бы, чтобы мы расширяли свой диалог и развивались после тех же разговоров, которые мы вели последние 30 лет о расах в нашей стране. [...] Я просто надеюсь расширить диалог и надеюсь, что шоу заставит людей задуматься о тех вещах, о которых они привыкли никогда не думать или задумались о них под другим углом.
Мультсериал с самого начала выступал объектом ожесточённой критики, телеканал ABC News заметил, что фанаты либо обожали, либо ненавидели сюжет по тем же причинам, за острую сатиру, затрагивание непопулярных или табуированных тем на американском телевидении, в том числе и про расизм, политику, войну с терроризмом, теракт 11 сентября. Данный сериал выделяется тем, что активно критикует культуру и поведение афроамериканцев 2000-x годов, в том числе и известных медийных личностей, с другой стороны он затрагивает такие острые темы, как например сохранившеюся расовую сегрегацию или излишнюю жестокость и злоупотребление полиции против темнокожих. Однако главные споры вызывало слишком частое использование слова «ниггер» . Согласно статье The Washington Post, отсылки к Розе Паркс были удалены из одного из первых эпизодов в течение первой недели после её смерти. В 2006 году преподобный и чёрный активист Эл Шарптон выступил с протестом против эпизода первого сезона «Возвращение короля», согласно сюжету которого Мартин Лютер Кинг, видя современное афроамериканское общество, выразил своё глубокое разочарование и обозвал их никчёмными «ниггерами». Эл заметил, что таким поступком, Cartoon Network оскверняет наследие чёрных исторических деятелей и должна принести официальное извинение. Вскоре Cartoon Network опубликовала заявление в защиту Макгрудера. Сам режиссёр назвал эпизод протестным манифестом против политической апатии и бездействия современного чернокожего населения на фоне нерешённых проблем системной расовой дискриминации в США. Эпизод был позже награжден премией Пибоди за «особо смелые высказывания».
Во время второго сезона, две серии мультисериала были исключены из трансляции без объяснений каких либо причин. Изначально вышедшие в эфир 16 ноября и 17 декабря, серии под названием «Голодовка» и «Шоу будних дней дяди Рукуса» затрагивали резкую критику «чёрного» телеканала BET. Копии серий стали затем доступны на сайте HipHopDX.com в конце января 2008 года, до того, как две серии были включены в DVD-издания летом того же года. Неназванный источник, близкий к телеканалу признался редакторам HipHopDX.com, что представители телеканала BET были в ярости от серий и оказывали давление на Sony (спонсоры мультисериала), чтобы те запретили серии, или они начали бы угрожать судебными исками. Cartoon Network публично заявила, что «... они (BET) не связались ни с Turner, ни с Adult Swim, ни даже с Мисс Ли или Мистером Хадлином». Тем не менее Viacom, материнская компания телеканала BET официально пригрозила судебным иском против Sony, в случае, если серии будут транслироваться на территории США.
Отдельные возмущения высказывал Тайлер Пери после изображения своего камео серии «Пауза» третьего сезона, впервые показанного в июне 2010 года. Вскоре после того, как эпизод вышел в эфир, Перри связался с руководителями Turner Broadcasting и пожаловался на данный эпизод, угрожая пересмотреть свои отношения с компанией. В 2010 году «Гетто» был признан шестым самым противоречивым мультфильмом всех времён.